# Sweet and Dandy
Sweet and Dandy è il terzo album dei Toots & the Maytals, pubblicato dalla Beverley's Records nel 1969.
Quest'album segna un deciso spartiacque tra le sonorità jamaicane fino a quel momento ska con il nuovo sound reggae, termine che, fra l'altro, viene pronunciato per la prima volta in un brano dell'album.

## Tracce
Lato A
1. Monkey Man – 3:43 (Frederick Hibbert)
2. Pressure Drop – 2:56 (Frederick Hibbert)
3. I Shall Be Free – 4:03 (Frederick Hibbert)
4. Bla, Bla, Bla – 2:41 (Frederick Hibbert)
5. Just Tell Me – 2:22 (Frederick Hibbert)
6. We Shall Overcome – 3:24 (Tradizionale)

Durata totale: 19:09
Lato B
1. Sweet and Dandy – 2:59 (Frederick Hibbert)
2. Scare Him – 2:33 (Frederick Hibbert)
3. Alidina – 2:28 (Frederick Hibbert, Leslie Kong)
4. I Need Your Love – 4:02 (Frederick Hibbert)
5. 54-46 - That's My Number – 3:26 (Frederick Hibbert, Leslie Kong)
6. Oh Yea – 2:39 (Frederick Hibbert)

Durata totale: 18:07
Edizione CD del 1998, pubblicato dalla Jet Set Records (JET SET 44 409-2)
1. Monkey Man – 3:43 (Frederick Hibbert)
2. Pressure Drop – 2:56 (Frederick Hibbert)
3. I Shall Be Free – 4:03
4. Bla, Bla, Bla – 2:41 (Frederick Hibbert)
5. Just Tell Me – 2:22 (Frederick Hibbert)
6. We Shall Overcome – 3:24 (Tradizionale)
7. Sweet & Dandy – 2:59 (Frederick Hibbert)
8. Scare Him – 2:33 (Frederick Hibbert)
9. Alidina – 2:28 (Frederick Hibbert, Leslie Kong)
10. I Need Your Love – 4:02 (Frederick Hibbert)
11. 54-46 - That's My Number – 3:26 (Frederick Hibbert, Leslie Kong)
12. Oh Yea – 2:39 (Frederick Hibbert)
13. Night and Day – 2:59 (Frederick Hibbert) – Bonus Track
14. You Are a Traitor – 3:16 (Frederick Hibbert) – Bonus Track

Durata totale: 43:31

## Formazione
Toots & the Maytals
- Frederick Toots Hibbert - voce solista
- Nathaniel Jerry Mathias (Nathaniel McCarthy) - accompagnamento vocale
- Henry Raleigh Gordon - accompagnamento vocale

Beverley's All Stars
- Lynford Hux Brown - chitarra
- Gladstone Anderson - pianoforte
- Winston Wright - organo
- Jackie Jackson - basso
- Winston Grennan - batteria
- Paul Douglas - batteria
- Denzil Laing - percussioni